# Räddningsstation (sjöräddning)

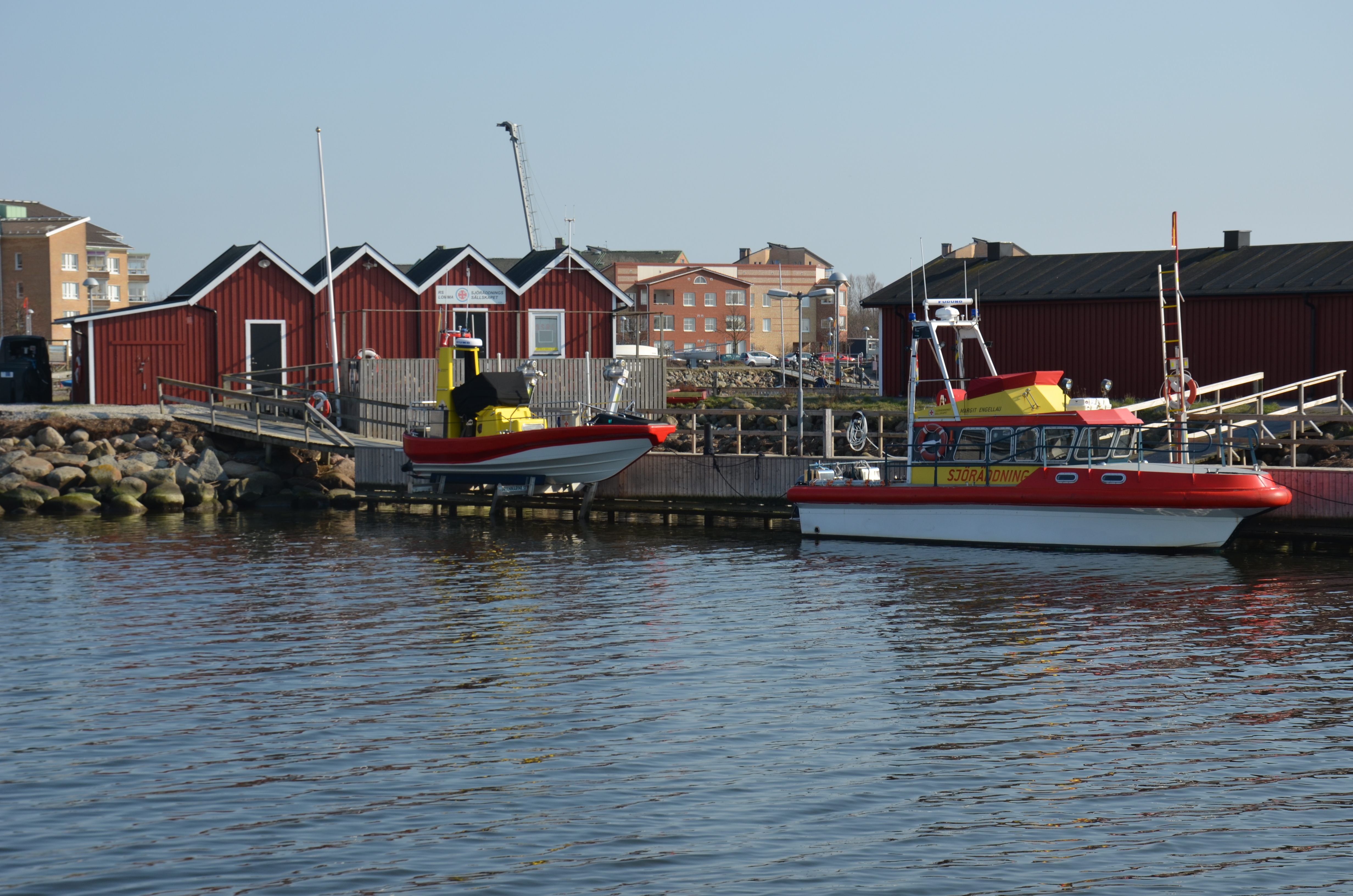
Sjöräddningssällskapets Räddningsstation Lomma vid Höje ås utlopp i Öresund

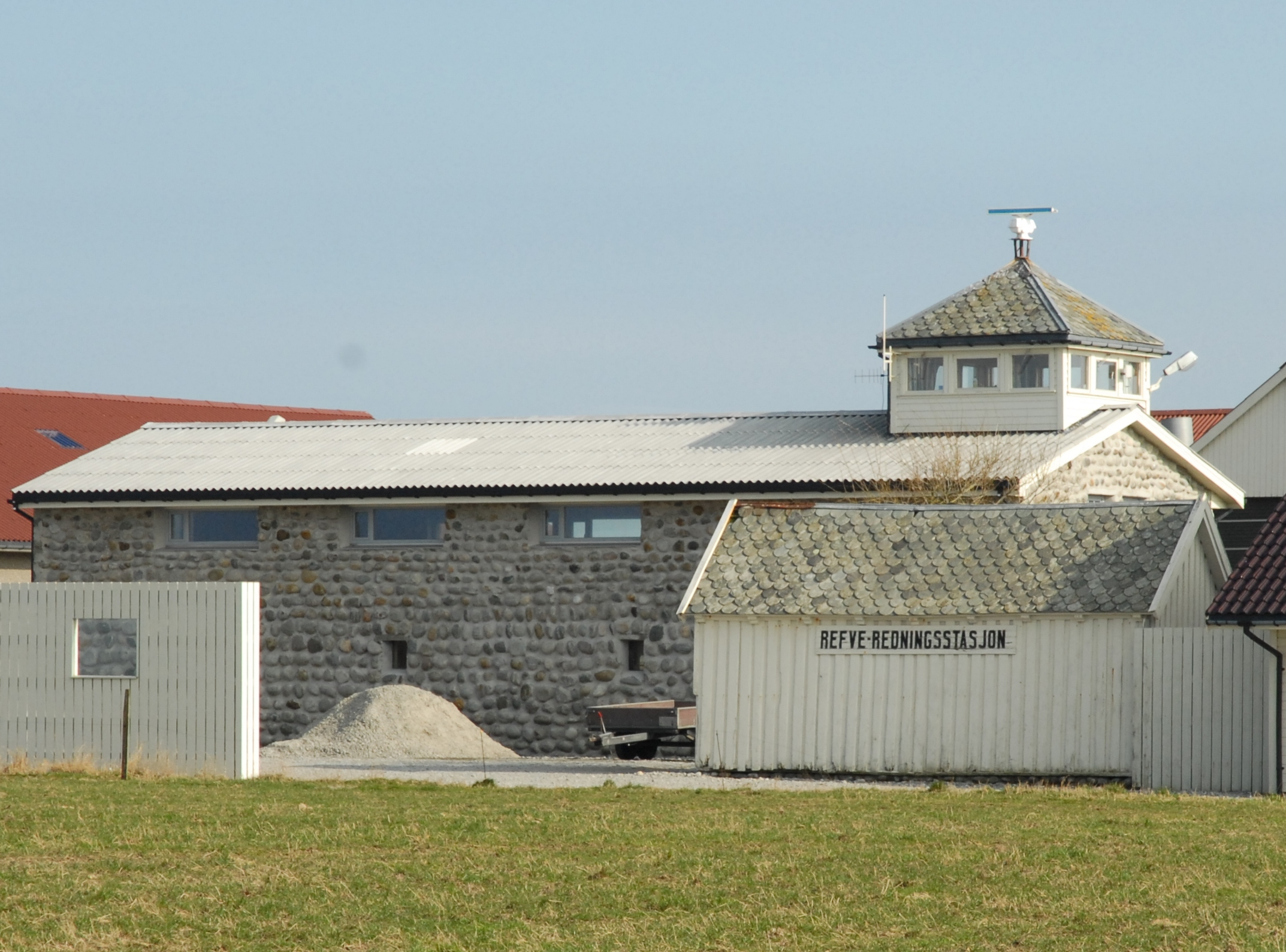
Refve redningsstasjon på Jæren i Klepps kommun i Norge

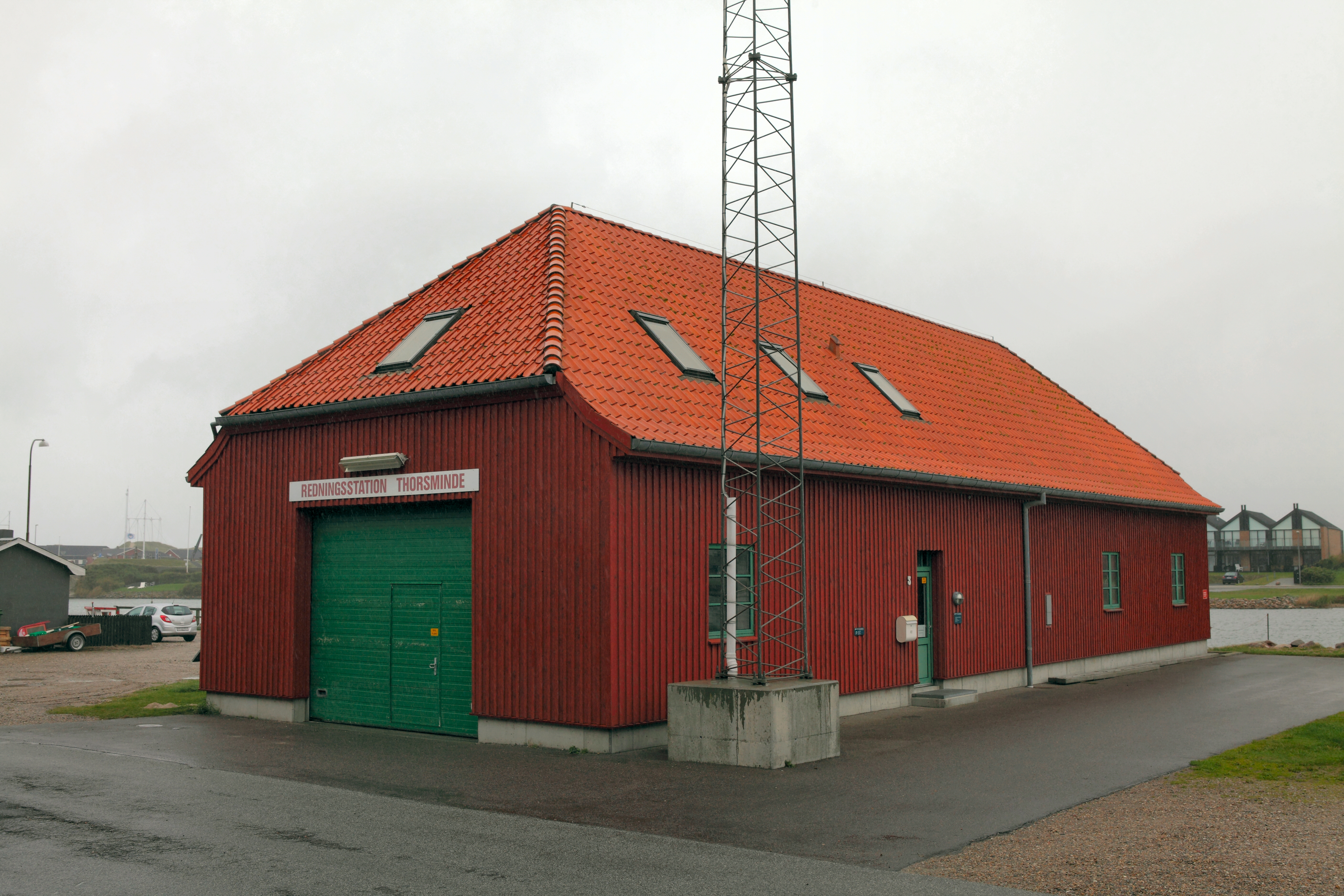
Redningsstation Thorsminde i Västjylland i Danmark

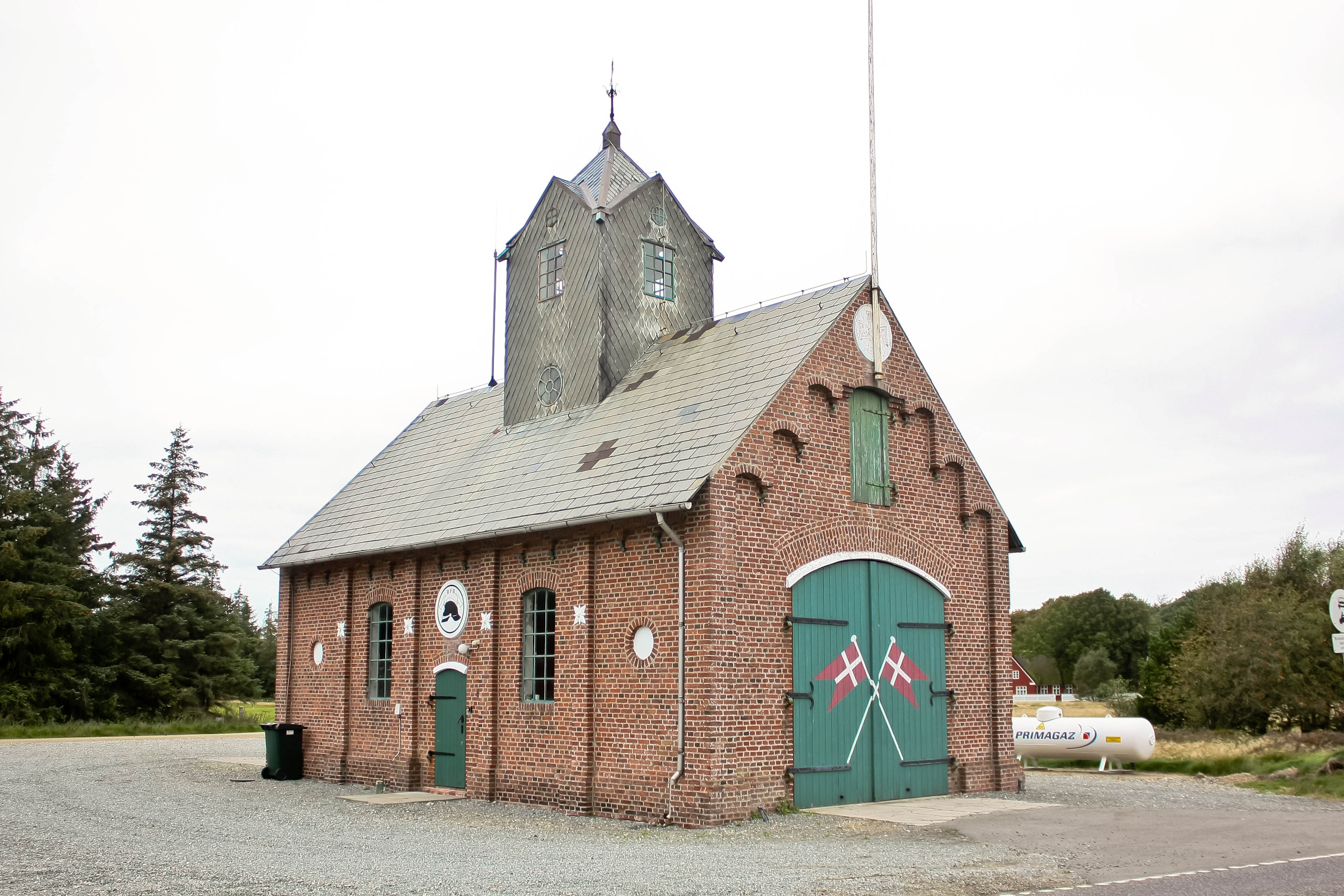
Rømø Gamle Redningsstation på Rømø vid Vadehavet i Danmark

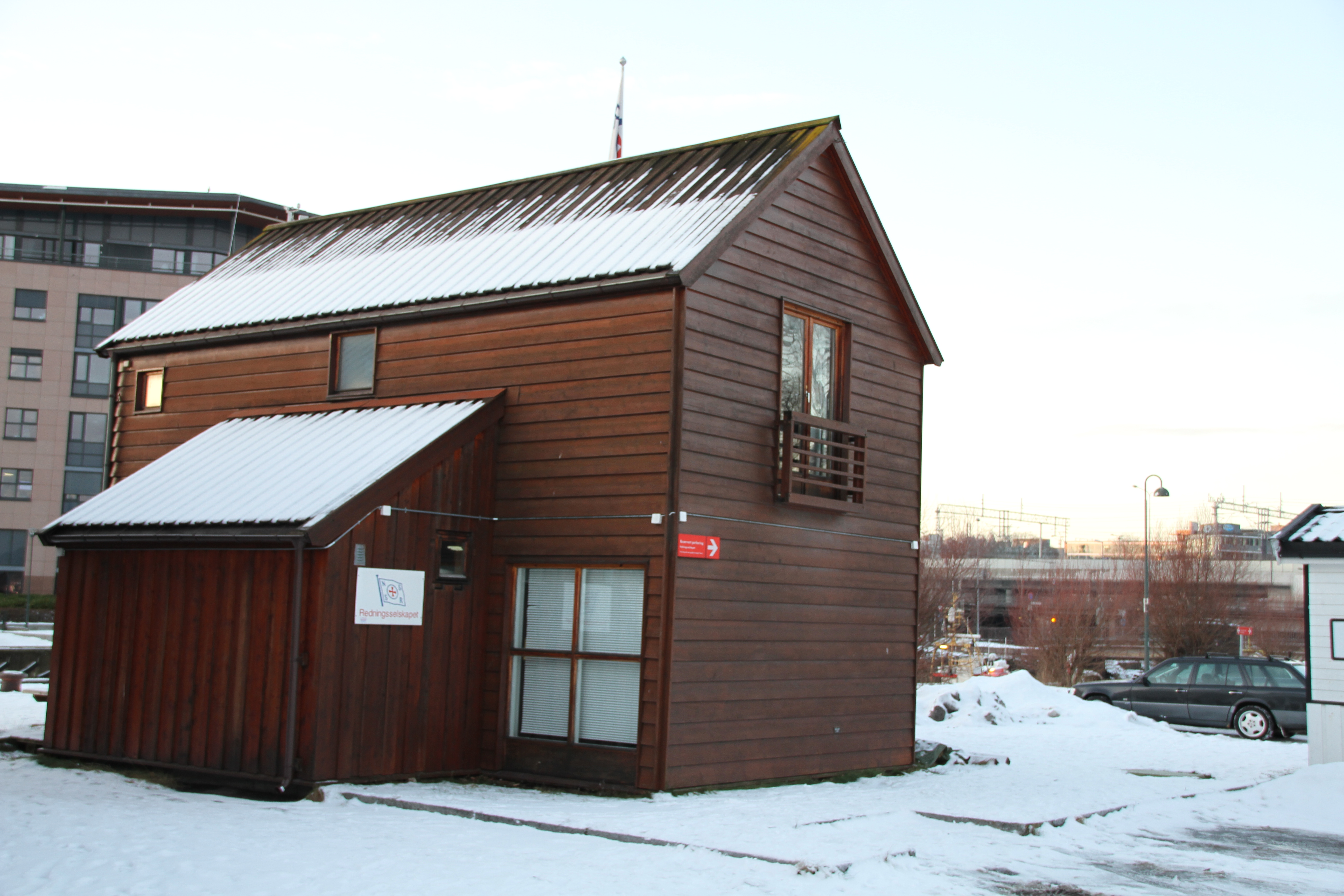
NSRS station i Sollerud i Oslo.

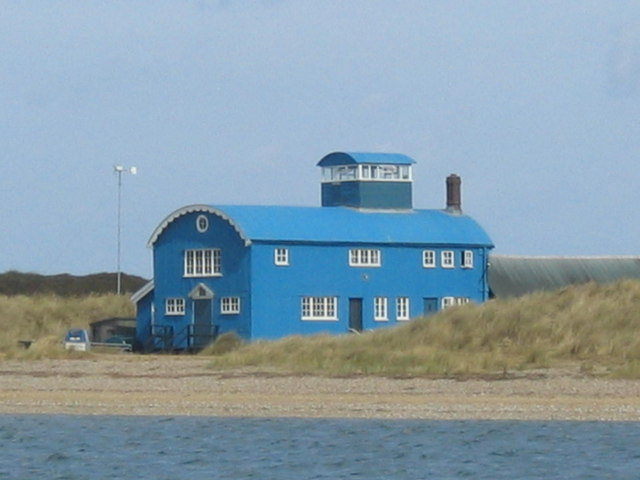
Royal National Lifeboat Institutions räddningsstation i Blakeney i Norfolk i Storbritannien.

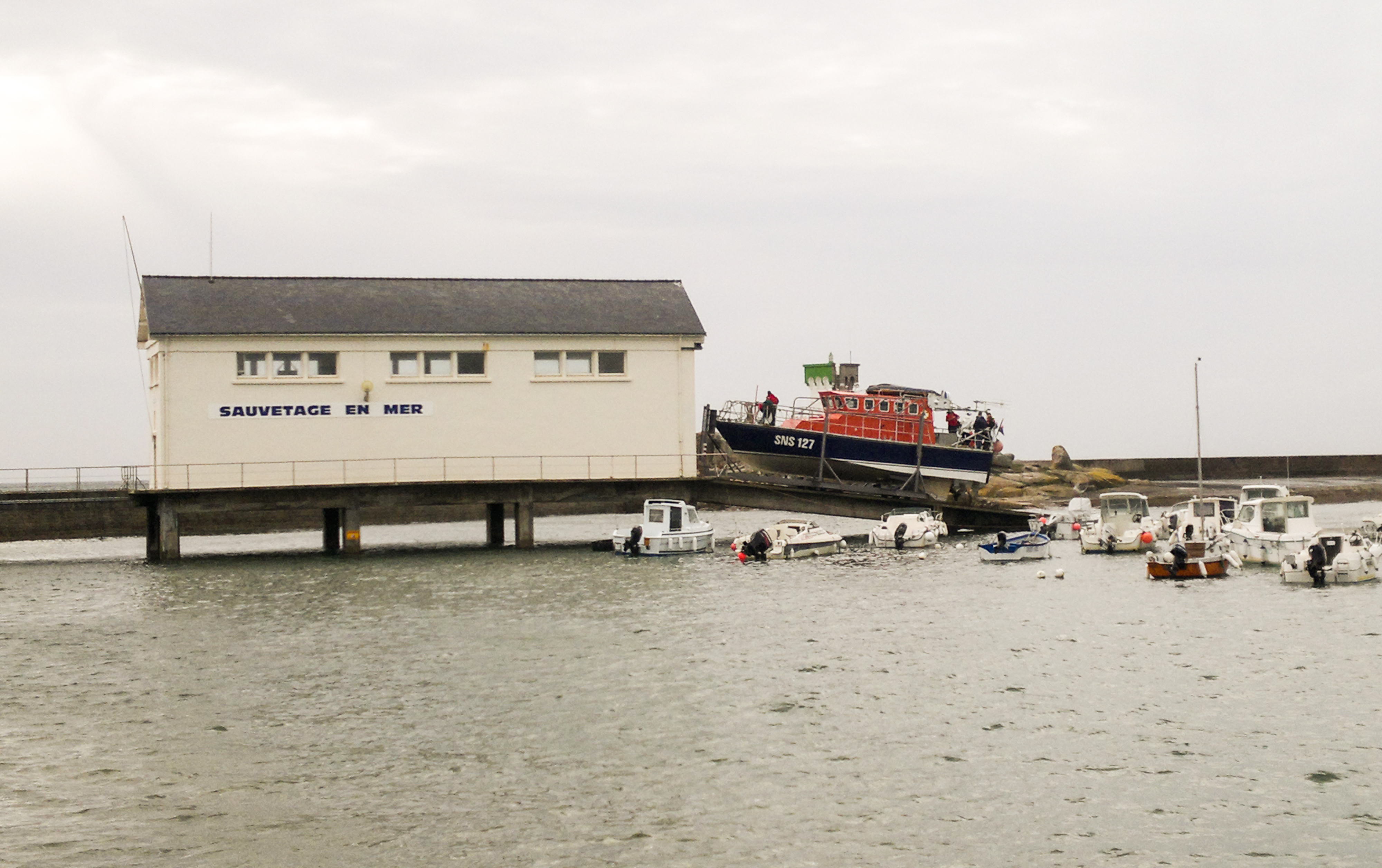
Räddningsstationen i Trévignon i Frankrike.

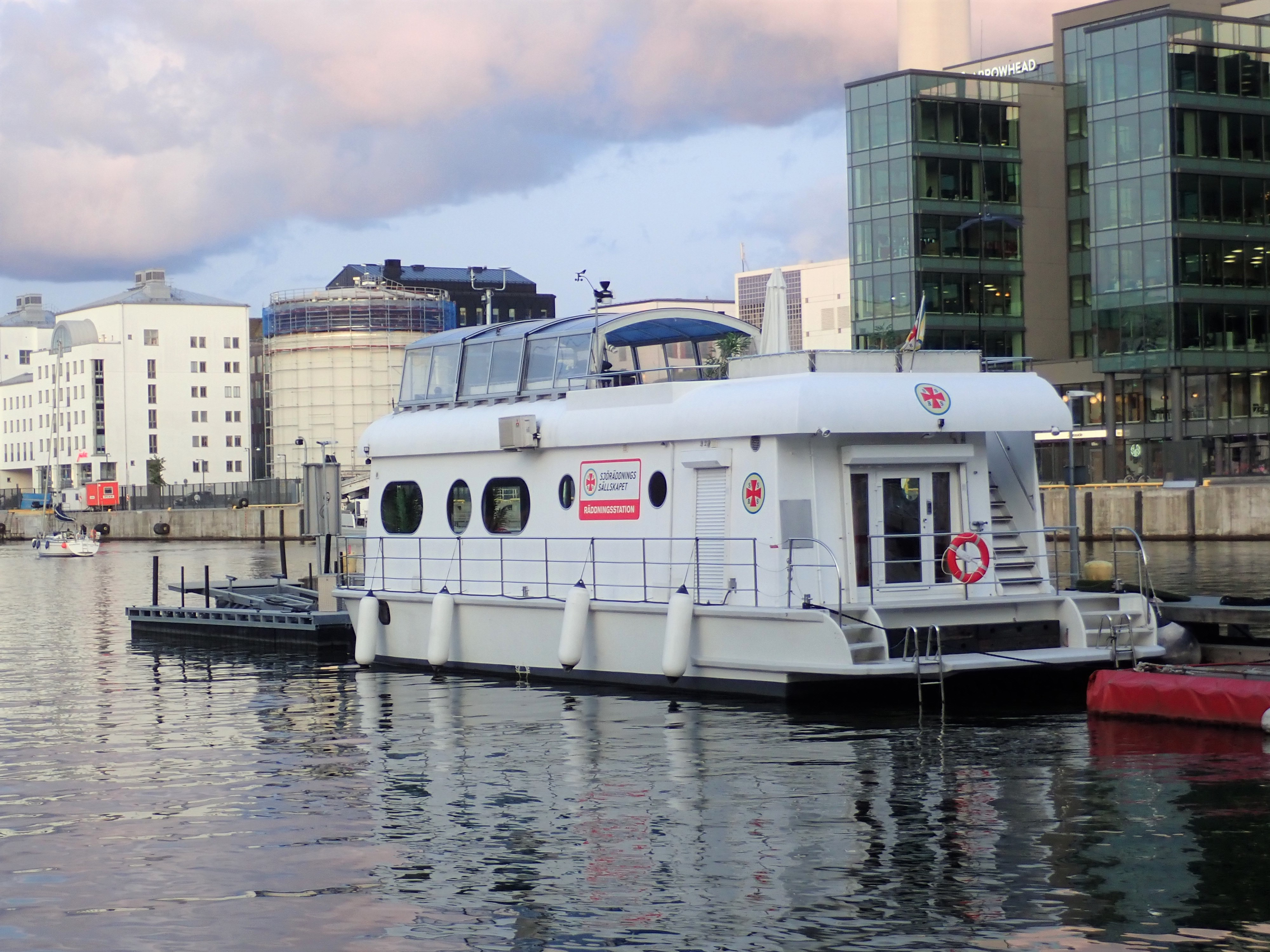
Flytande räddningsstation i Hammarby sjö i Stockholm.

Räddningsstation, eller sjöräddningsstation, är en plats med räddningsfarkoster och förvaring av annan utrustning, under 1800-talet främst raketapparater, för räddning av nödställda till havs och på insjöar.
Räddningsstationer har båtar som är liggande permanent i vatten, nedsänkbara i vatten eller som lätt kan transporteras landvägen till en strand för sjösättning, samt andra räddningsfarkoster än båtar, som vattenskotrar och svävare.
Räddningsstationer drivs normalt av räddningsorganisationer som är specialiserade på sjöräddning. Sådana är i många länder frivilligorganisationer, men kan också drivas som offentliga organisationer, ibland under kustbevakningsmyndighet, som i USA, eller av Försvarsmakten som i Danmark. I Sverige drevs länge nät av räddningsstationer parallellt av staten genom Lotsverket/Sjöfartsstyrelsen och privat av Sjöräddningssällskapet.

## Räddningsstationer i Sverige
I Sverige finns 74 räddningsstationer med fler än 200 båtar längs de svenska kusterna och vid insjöar, vilka alla drivs av Sjöräddningssällskapet, tidigare benämnt Svenska Sällskapet för Räddning af Skeppsbrutne och bildat 1907. Sveriges första räddningsstation, Sandhammarens räddningsstation, upprättades 1855 av staten och drevs sedermera av Lotsverket.
De svenska räddningsstationerna är bemannade av omkring 2 000 frivilliga och verksamheten finansieras i huvudsak genom donationer.
Det absoluta flertalet av de svenska räddningsstationerna ligger vid vatten, för vilket staten genom Sjöfartsverket har räddningsansvar. De övriga två är Räddningsstation Hjälmaren, Räddningsstation Storsjön, Räddningsstation Siljan/Runn, Räddningsstation Bolmen och Räddningsstation Kronoberg, vilka bedriver räddningsarbete på vatten, för vilka kommunala räddningstjänster har sjöräddningsansvar.

## Räddningsstationer i Danmark
I Danmark inrättades sjöräddningsstationer tidigt. Redan 1851 fanns 21 räddningsstationer på Jyllands västkust från Skagen och söderut, vilka alla hade raketapparater. 14 av dem hade också osänkbara räddningsbåtar. Denna utbyggnad skedde efter en räddningsaktion i april 1847, då den engelska barken Vertumnus strandade på Harboøre strand på Jyllands västkust och fem man räddades, medan 13 omkom som hade kunnat räddas om den tidens räddningsutrustning hade funnits till hands.
Danmark antog 1852 "Lov angaaende Redningsvæsenet på de danske Kyster", vilket formaliserade det danska sjöräddningsväsendet. Idag driver Kystredningstjenesten 21 sjöräddningsstationer i Danmark.
Dansk Søredningsselskab har ungefär tolv sjöräddningsstationer, som bemannas av frivilliga sjöräddare.

## Räddningsstationer i Norge
På basis av en kunglig skrivelse 1853 upprättades de första räddningsstationerna i Norge och de fem första med raketapparater för att skjuta ut en lina, och i några fall också med en räddningsbåt,  kom till stånd 1854 på långgrunda stränder som på Jæren och på Lista.
År 1933 tog Norsk Selskab til Skibbrudnes Redning över de statliga räddningsstationerna. År 1966 fanns det sammanlagt 42 norska räddningsstationer, varav den nordligaste var på Bjørnøya, men många hade otillräcklig räddningsutrustning. År 1977 fanns av den äldre typen bara räddningsstationen i Reve kvar, och den upphörde snart därefter. Utvecklingen av andra hjälpmedel för sjöräddning, särskilt räddningshelikoptrar, ansågs göra dessa räddningsstationer överflödiga.
Redningsselskapet började utveckla seglande havsgående räddningsfartyg på 1890-talet. Numera har Redningsselskabet 54 stationer i hamnar för räddningskryssare, ungefär hälften för båtar med yrkesbesättning och hälften med båtar med bemanning av frivilliga.

## Sjöräddningsstationer i Finland, exklusive Åland
Finlands Sjöräddningssällskap organiserar ett sextiotal medlemsföreningar med räddningsstationer, ungefär hälften vid havskusterna och hälften vid sjöar i inlandet.

## Räddningsstationer i Åland
Det finns sex räddningsstationer på Åland, vilka drivs av Ålands Sjöräddningssällskap med hjälp av omkring 120 frivilliga. Verksamheten finansieras främst med medel från Ålands Penningautomatförening.

- Brändö
- Eckerö
- Lumparland
- Mariehamn
- Saltvik
- Vårdö

## Räddningsstationer i Storbritannien
År 2013 hade Royal National Lifeboat Institution runt kusterna på Britannien, Irland, Man och Kanalöarna 236 räddningsstationer.